# Narail Sadar
Narail Sadar è un sottodistretto (upazila) del Bangladesh situato nel distretto di Narail, divisione di Khulna. Si estende su una superficie di 381,75 km² e conta una popolazione di  272.872 abitanti (censimento 2011).